# Тумбе Кафе (стадіон)
Міський стадіон під Тумбе Кафе (мак. Стадион под Тумбе Кафе) — футбольний стадіон у місті Бітола, Північна Македонія. Домашня футбольна арена ФК «Пелістер». Складається з двох трибун: Північної. яка вміщує 2500 глядачів та має ложе для преси й роздягальні для команд, а також Південної, яка містить близько 5000 сидячих місць, на ній знаходяться переважно активні вболівальники «Пелістера».

## Історія
Збудований у 1937 році. Рекорд відвідуваності стадіону встановлений у березня 1991 року, на матчі кубку Маршала (кубок Югославії) проти сплітського «Хайдука».
«Пелістер» зіграв на стадіоні чотири єврокубкові матчі. 9 серпня 2001 року швейцарський клуб «Санкт-Галлен» став останньою командою, яка відвідувала стадіон у Кубку УЄФА. Стадіон найбільше запам'ятався бійкою, яка відбулася 13 червня 1993 року, напередодні початку поєдинку Першої ліги Македонії між одвічними суперниками «Пелістером» та «Вардаром». Матч так і не розпочався, оскільки фани «Пелістера» Чкембарі підпалили дерев'яні сидіння, зруйнували старий захисний паркан та розпочали бійку з поліцією. Внаслідок інциденту більша частина південної трибуни була зруйнована.
У червні 2010 року на «Тумбе-Кафе» було виявлено декілька некрополів, які можуть датуватися третім століттям.
2 червня 2012 року на стадіоні відбувся матч плей-оф за право збереження місця в Першій лізі між ФК «Тетекс» та ФК «Скоп'є».

## Реконструкція та розширення стадіону
8 квітня 2014 року міський голова Бітоли Владимир Талеський разом з архітектурною фірмою MEGARON Engineering зі Скоп'є оголосили про нову реконструкцію стадіону. Відповідно до плану, будівельні роботи мали розпочатися у червні 2014 року, а їх вартість — понад 8 мільйонів євро. Стадіон матиме 12 000 місць й буде відповідати стандартам другої категорії УЄФА, а це означає, що він зможе приймати єврокубкові поєдинки та матчі національних збірних. плануватися побудувати три нові трибуни, а південну трибуну капітально відремонтувати, також планувалося додати легкоатлетичну доріжку навколо поля. У пресрелізі Талеський заявив: «Ми збираємось побудувати стадіон, якого Битоля ніколи не мав з часів Гераклеї. Реалізація проєкту розпочалася 1 червня, найбільші фінансові вливання пов'язані з північною трибуною, яка повинна була коштувати близько 4,5 млн євро, тоді як загальна сума [реконструкції] всього стадіону становить близько 8 млн євро.».
Проте реконструкція розпочалася у квітні 2015 року у рамках проєкту УЄФА «Hat-trick 4». У грудні 2016 року розпочалася реконструкція трибун

## Кампанія «Sakame Stadion»
У 2014 році мешканці Битоли розпочали інтернет-кампанію під назвою «Сакаме Стадион», або «Ми хочемо стадіон». Основною причиною кампанії було залучення підтримки для будівництва нового стадіону в Битолі. Потрібно було також повідомити про погіршення стану стадіону та здійснювати тиск на мера Талеського, щоб він виконав обіцянку ще з передвиборчої кампанії з 2012 року. Девіз «Сакаме Стадион» тепер використовувався сотні разів фанами, громадянами та представниками македонської діаспори у всьому світі. Фотографії людей, які тримають в раках повідомлення на папері, регулярно публікуються в інтернеті, серед них, зокрема відомі спортсмени (зокрема, Горан Пандев та Гонсало Ігуаїн), журналісти, знаменитості, чиновники та футбольні клуби з Македонії та за її межами.